# Binanga Gumbot
Binanga Gumbot is een bestuurslaag in het regentschap Padang Lawas Utara van de provincie Noord-Sumatra, Indonesië. Binanga Gumbot telt 88 inwoners (volkstelling 2010).